# Leichtathletik-Europameisterschaften 2012/3000 m Hindernis der Frauen

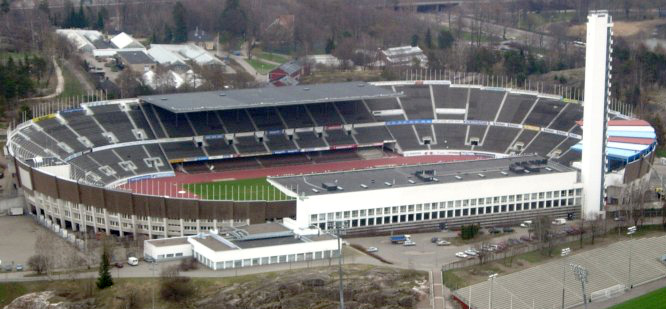
Das Olympiastadion Olympiastadion Helsinki im Jahr 2005

Der 3000-Meter-Hindernislauf der Frauen bei den Leichtathletik-Europameisterschaften 2012 wurde am 28. und 30. Juni 2012 im Olympiastadion der finnischen Hauptstadt Helsinki ausgetragen.
Mit Silber und Bronze errangen die deutschen Hindernisläuferinnen in diesem Wettbewerb zwei Medaillen. Europameisterin wurde die Türkin Gülcan Mıngır. Silber ging an Antje Möldner-Schmidt. Den dritten Rang belegte Gesa Felicitas Krause.

## Bestehende Rekorde
| Weltrekord           | 8:58,81 min | Gulnara Samitowa | OS Peking, Volksrepublik China | 17. August 2008 |
| Europarekord         | 8:58,81 min | Gulnara Samitowa | OS Peking, Volksrepublik China | 17. August 2008 |
| Meisterschaftsrekord | 9:17,57 min | Julija Saripowa  | EM Barcelona, Spanien          | 30. Juli 2010   |

Der bestehende EM-Rekord wurde bei diesen Europameisterschaften nicht erreicht. Die schnellste Zeit erzielte die türkische Europameisterin Gülcan Mıngır im zweiten Vorlauf mit 9:32,39 min, womit sie 14,82 s über dem Rekord blieb. Zum Welt- und Europarekord fehlten ihr 33,58 s.

## Doping
Überschattet wurde auch dieser Wettbewerb von Dopingfällen, vier an der Zahl:
- Der Ukrainerin Switlana Schmidt wurde die zunächst erlaufene Silbermedaille nach Unregelmäßigkeiten im Biologischen Pass 2015 aberkannt.[2]
- Die Russin Ljubow Charlamowa, zunächst eingelaufen als Dreizehnte, wurde nach Verstößen gegen die Antidopingbestimmungen vom russischen Leichtathletikverband RusAF für zwei Jahre gesperrt. Ihr Resultat von diesen Europameisterschaften wurde annulliert.[3]
- Die Spanierin Marta Domínguez, die ihr Vorlaufrennen nicht beendet hatte, wurde vom Internationalen Sportgerichtshof CAS für drei Jahre gesperrt. Alle ihre zwischen dem 5. August 2009 und dem 4. Januar 2013 erzielten Ergebnisse wurden gestrichen.[4]
- Die Türkin Binnaz Uslu, die im ersten Vorlauf nicht ins Ziel gekommen war, erhielt eine Sperre von zwei Jahren. Ihre seit dem 13. März 2007 erzielten Resultate wurden annulliert.[5]

Leidtragende waren vor allem drei Läuferinnen:
- Die Deutsche Gesa Felicitas Krause erhielt ihre Bronzemedaille erst nach langer Zeit. An der Siegerehrung konnte sie nicht teilnehmen.
- Die Polin Matylda Kowal hätte über die Zeitregel am Finale teilnehmen können.
- Die Britin Hatti Archer wäre ebenfalls über ihre erzielte Zeit für das Finale teilnahmeberechtigt gewesen.

## Legende
Kurze Übersicht zur Bedeutung der Symbolik – so üblicherweise auch in sonstigen Veröffentlichungen verwendet:
| DNF | Wettkampf nicht beendet (did not finish) |
| DSQ | disqualifiziert                          |
| DOP | wegen Dopingvergehens disqualifiziert    |
| IWR | Internationale Wettkampfregeln           |
| TR  | Technische Regeln                        |

## Vorrunde
28. Juni 2012, 11:40 Uhr
Die Vorrunde wurde in zwei Läufen durchgeführt. Die ersten vier Athletinnen pro Lauf – hellblau unterlegt – sowie die darüber hinaus sieben zeitschnellsten Läuferinnen – hellgrün unterlegt – qualifizierten sich für das Finale.

### Vorlauf 1

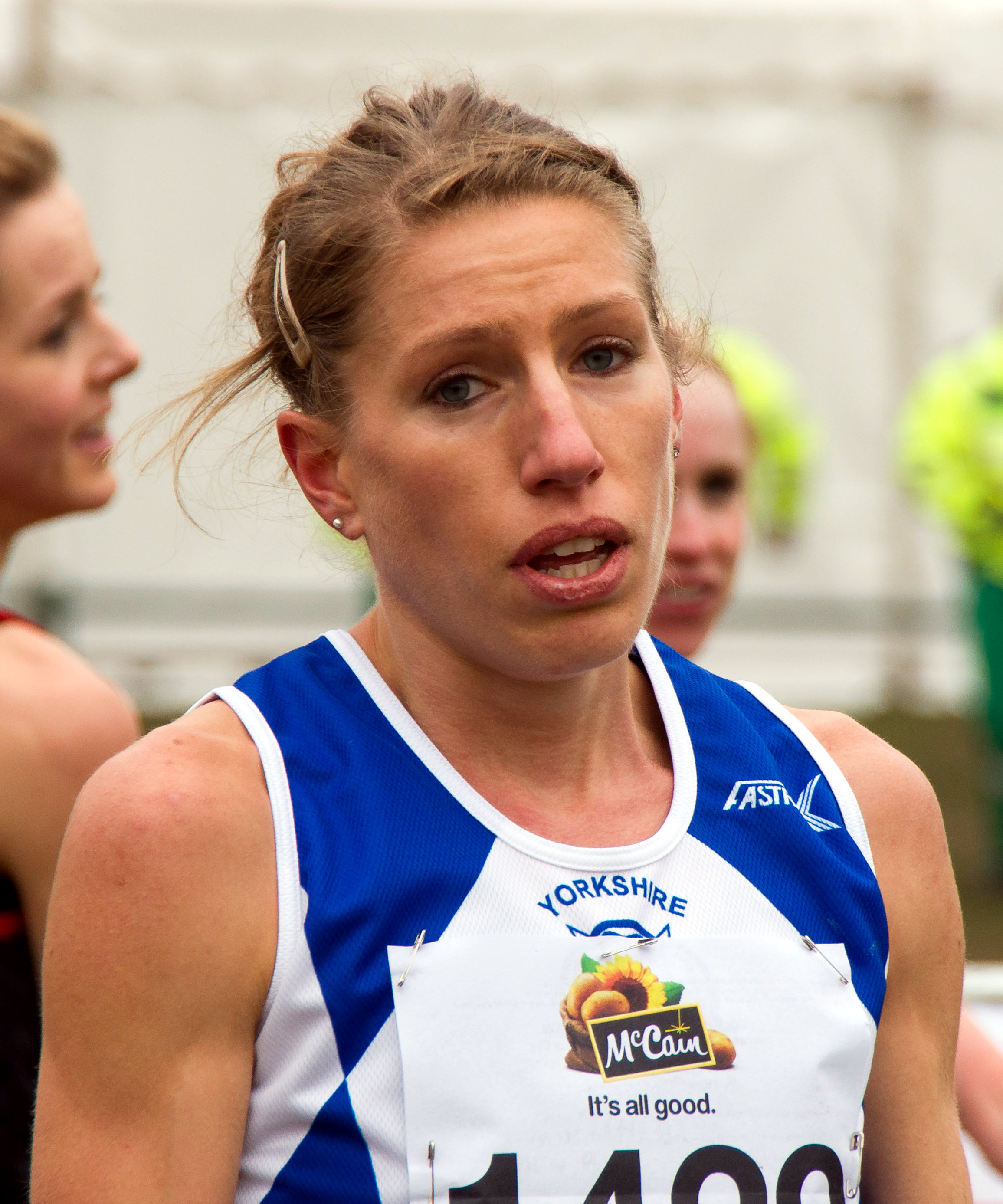
Hatti Archer, frühere Hatti Dean, wäre über ihre Zeit im Finale startberechtigt gewesen
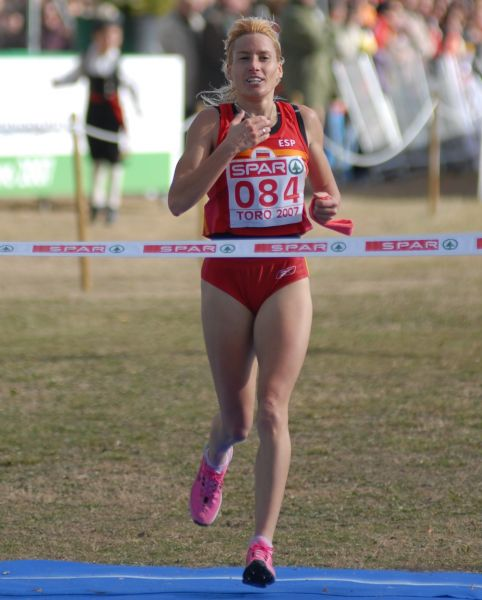
Marta Domínguez, eine von drei wegen Dopingmissbrauchs disqualifizierten Athletinnen im ersten Vorlauf, erreichte nicht das Ziel
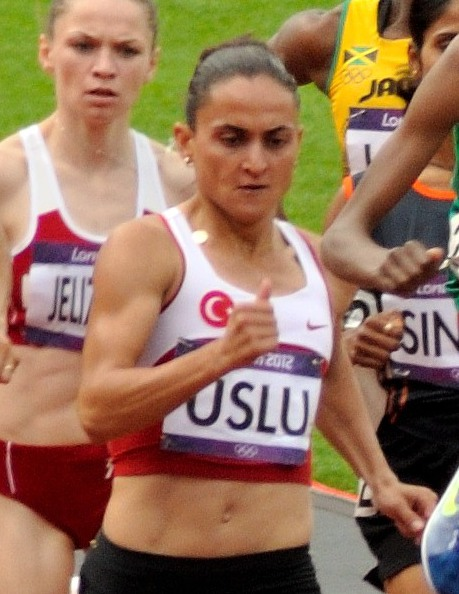
Auch Binnaz Uslu, eine zweite Dopingsünderin des ersten Vorlaufs, beendete das Rennen vorzeitig

| Platz | Name                 | Nation         | Zeit (min)                                     |
| ----- | -------------------- | -------------- | ---------------------------------------------- |
| 1     | Poļina Jeļizarova    | Lettland       | 9:39,92                                        |
| 2     | Diana Martín         | Spanien        | 9:40,02                                        |
| 3     | Natalja Gortschakowa | Russland       | 9:40,09                                        |
| 4     | Clarisse Cruz        | Portugal       | 9:40,30                                        |
| 5     | Silwija Danekowa     | Bulgarien      | 9:42,72                                        |
| 6     | Sanaa Koubaa         | Deutschland    | 9:43,08                                        |
| 7     | Sandra Eriksson      | Finnland       | 9:55,58                                        |
| 8     | Matylda Szlęzak      | Polen          | 9:56,30 eigentlich für das Finale qualifiziert |
| 9     | Hatti Archer         | Großbritannien | 9:57,00 eigentlich für das Finale qualifiziert |
| DNF   | Astrid Leutert       | Schweiz        |                                                |
| DOP   | Switlana Schmidt     | Ukraine        | 09:36,77 für das Finale zugelassen             |
| DOP   | Marta Domínguez      | Spanien        | 00DNF                                          |
| DOP   | Binnaz Uslu          | Türkei         | 00DNF                                          |

### Vorlauf 2

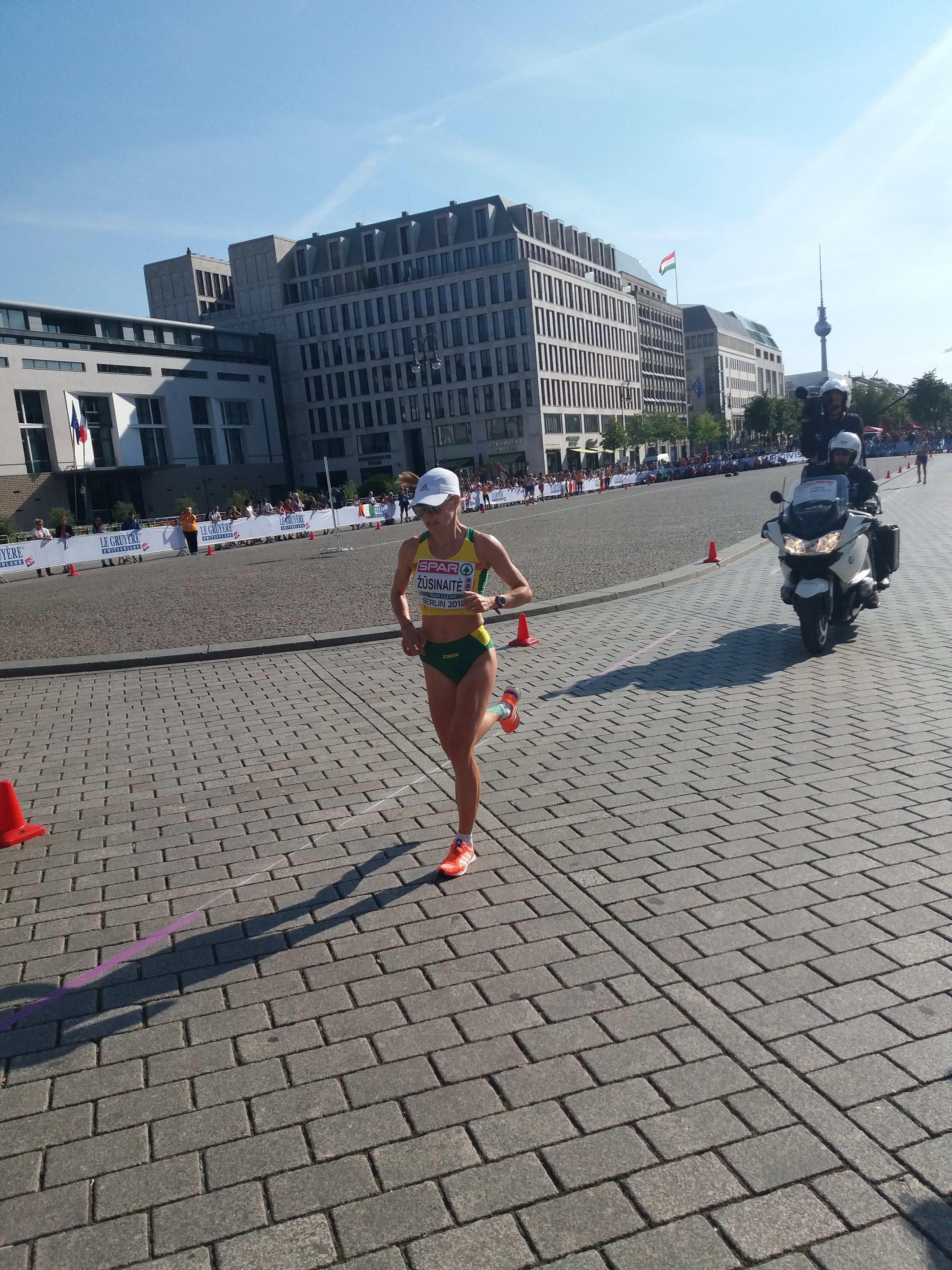
Als Neunte ihres Vorlaufs erreichte Vaida Žūsinaitė (hier bei einem Marathonlauf) nicht das Finale
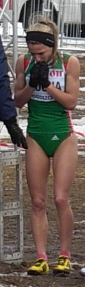
Carla Salomé Rocha schied als Zehnte ihres Vorlaufs aus
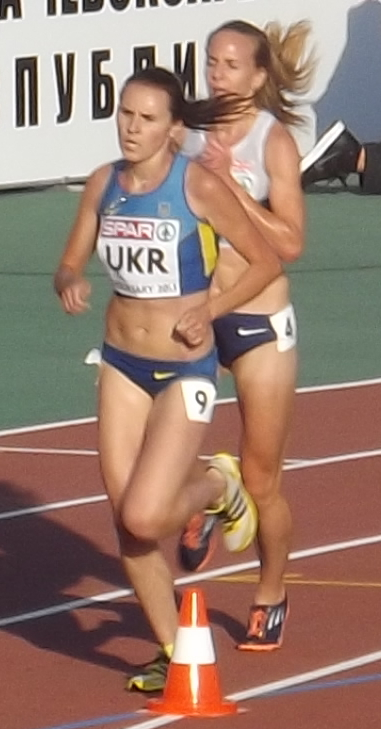
Eine Zeit von deutlich über zehn Minuten war zu langsam für Marija Schatalowa, um im Finale dabei zu sein
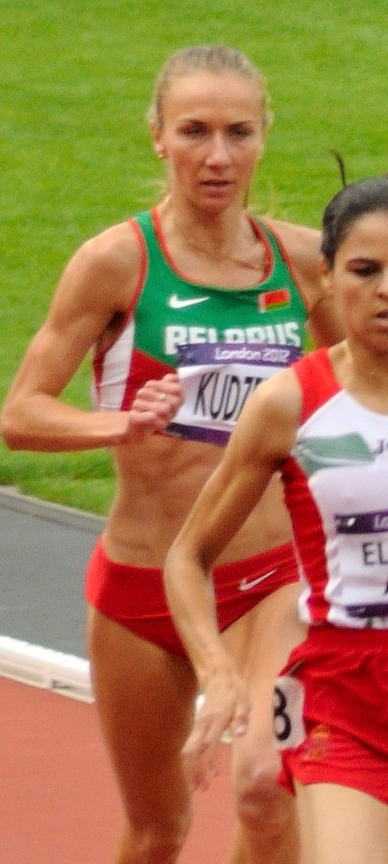
Swjatlana Kudselitsch wurde im zweiten Vorlauf disqualifiziert

| Platz | Name                  | Nation      | Zeit (min)                         |
| ----- | --------------------- | ----------- | ---------------------------------- |
| 1     | Gülcan Mıngır         | Türkei      | 09:32,39                           |
| 2     | Antje Möldner-Schmidt | Deutschland | 09:33,47                           |
| 3     | Gesa Felicitas Krause | Deutschland | 09:35,86                           |
| 4     | Ancuța Bobocel        | Rumänien    | 09:40,88                           |
| 5     | Stephanie Reilly      | Irland      | 09:44,15                           |
| 6     | Zulema Fuentes-Pila   | Spanien     | 09:54,18                           |
| 7     | Giulia Martinelli     | Italien     | 09:57,19                           |
| 8     | Vaida Žūsinaitė       | Litauen     | 09:58,37                           |
| 9     | Carla Salomé Rocha    | Portugal    | 10:02,00                           |
| 10    | Özlem Kaya            | Türkei      | 10:11,69                           |
| 11    | Marija Schatalowa     | Ukraine     | 10:15,69                           |
| DSQ   | Swjatlana Kudselitsch | Belarus     | IWR 163, TR17.3.2 – Bahnübertreten |
| DOP   | Ljubow Charlamowa     | Russland    | 09:39,53 für das Finale zugelassen |

## Finale

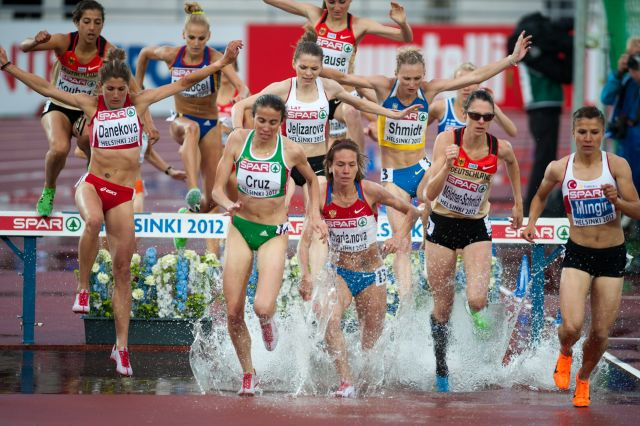
Feld der Hindernisläuferinnen am Wassergraben
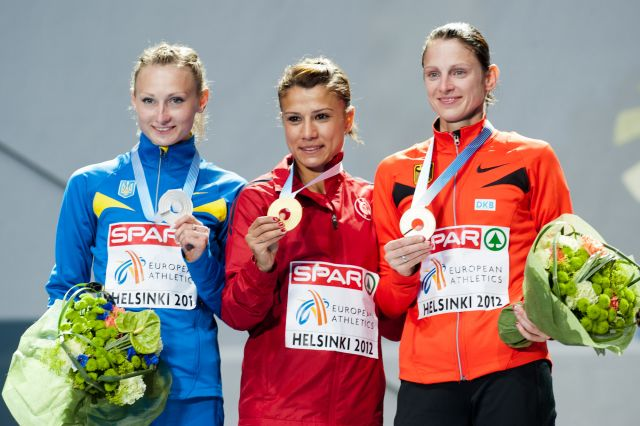
Siegerehrung

30. Juni 2012, 109:55 Uhr
| Platz | Name                  | Nation      | Zeit (min) |
| ----- | --------------------- | ----------- | ---------- |
| 1     | Gülcan Mıngır         | Türkei      | 09:32,96   |
| 2     | Antje Möldner-Schmidt | Deutschland | 09:36,37   |
| 3     | Gesa Felicitas Krause | Deutschland | 09:38,20   |
| 4     | Ancuța Bobocel        | Rumänien    | 09:41,32   |
| 5     | Poļina Jeļizarova     | Lettland    | 09:41,38   |
| 6     | Natalja Gortschakowa  | Russland    | 09:42,98   |
| 7     | Diana Martín          | Spanien     | 09:45,36   |
| 8     | Clarisse Cruz         | Portugal    | 09:47,76   |
| 9     | Sandra Eriksson       | Finnland    | 09:48,19   |
| 10    | Silwija Danekowa      | Bulgarien   | 09:52,45   |
| 11    | Stephanie Reilly      | Irland      | 09:53,90   |
| 12    | Sanaa Koubaa          | Deutschland | 10:02,33   |
| 13    | Zulema Fuentes-Pila   | Spanien     | 10:05,06   |
| DOP   | Switlana Schmidt      | Ukraine     | 09:33,03   |
| DOP   | Ljubow Charlamowa     | Russland    | 09:58,44   |

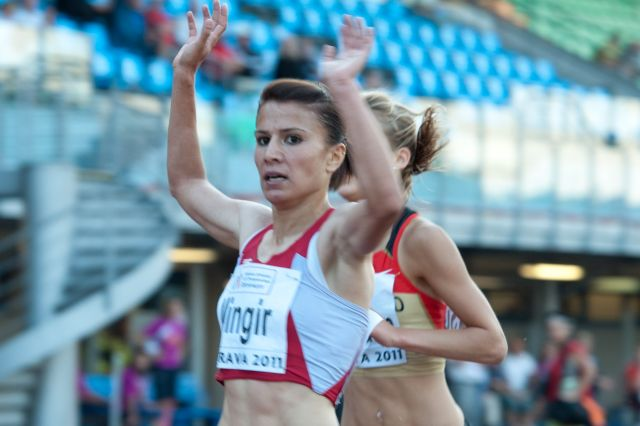
Europameisterin Gülcan Mıngır
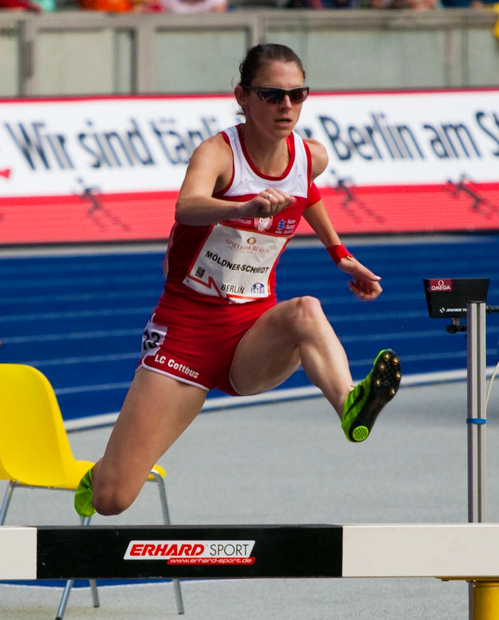
Vizeeuropameisterin Antje Möldner-Schmidt
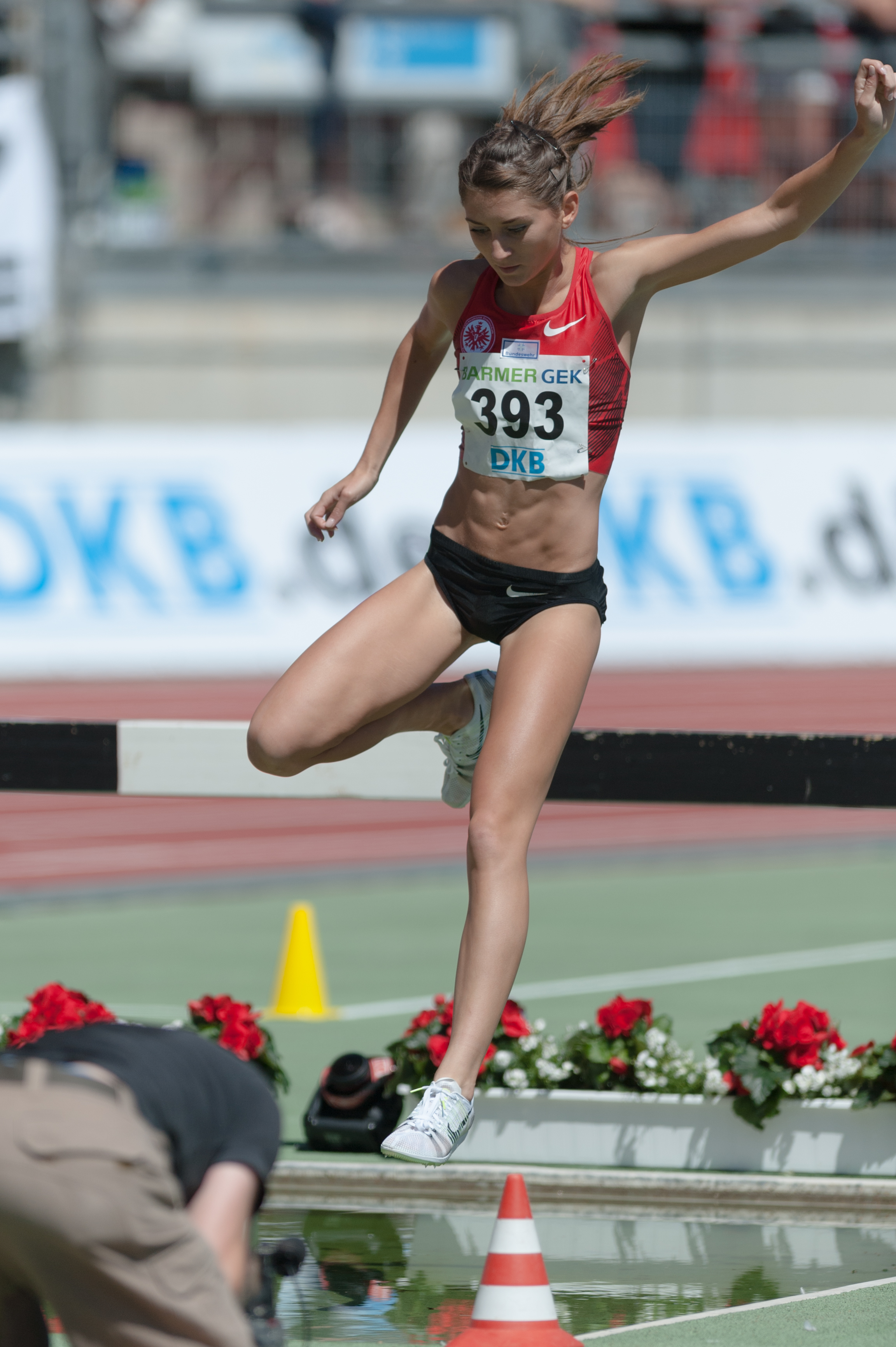
Gesa Felicitas Krause errang mit Bronze ihre erste internationale Medaille
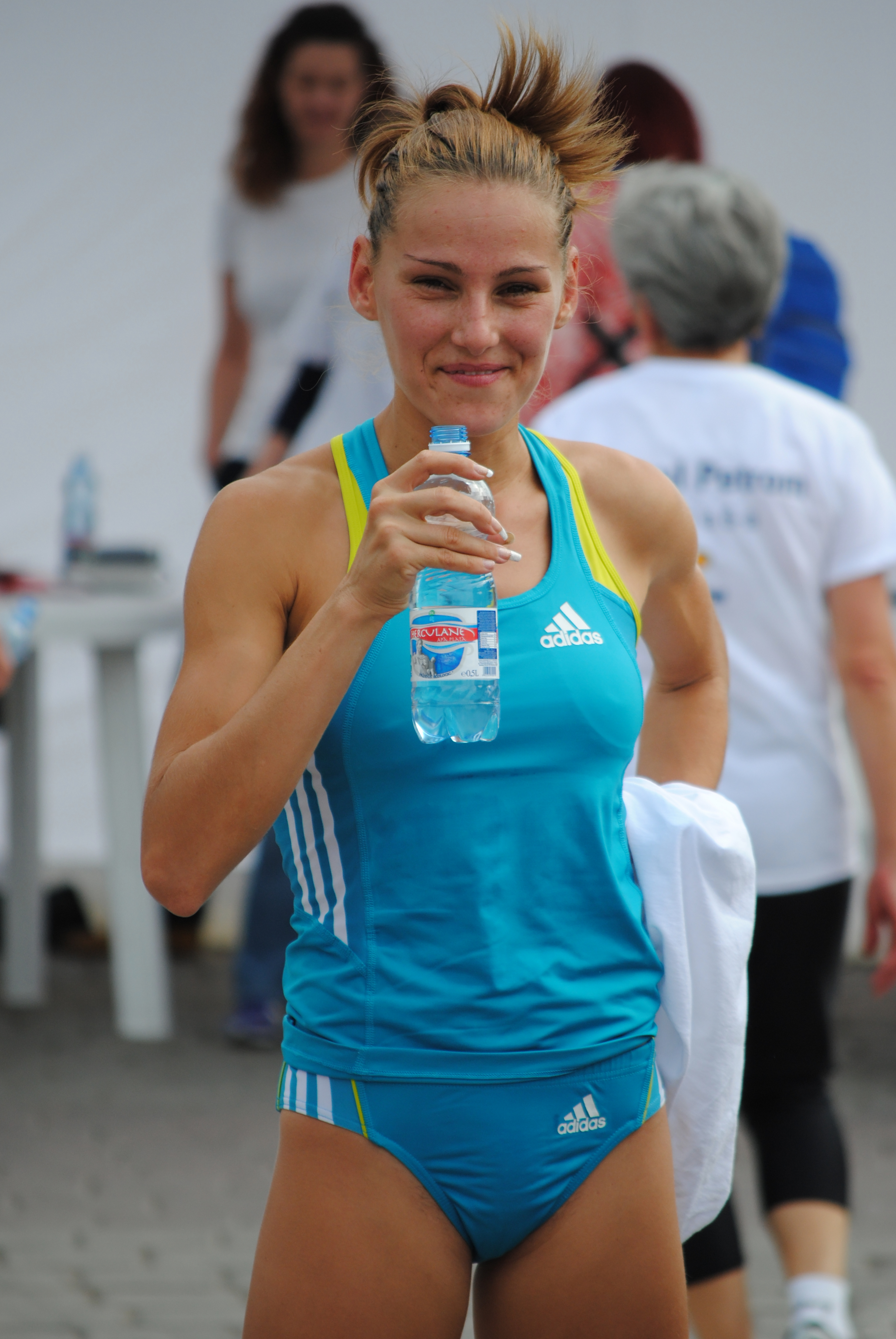
Ancuța Bobocel belegte Rang vier

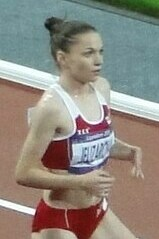
Poļina Jeļizarova wurde Fünfte
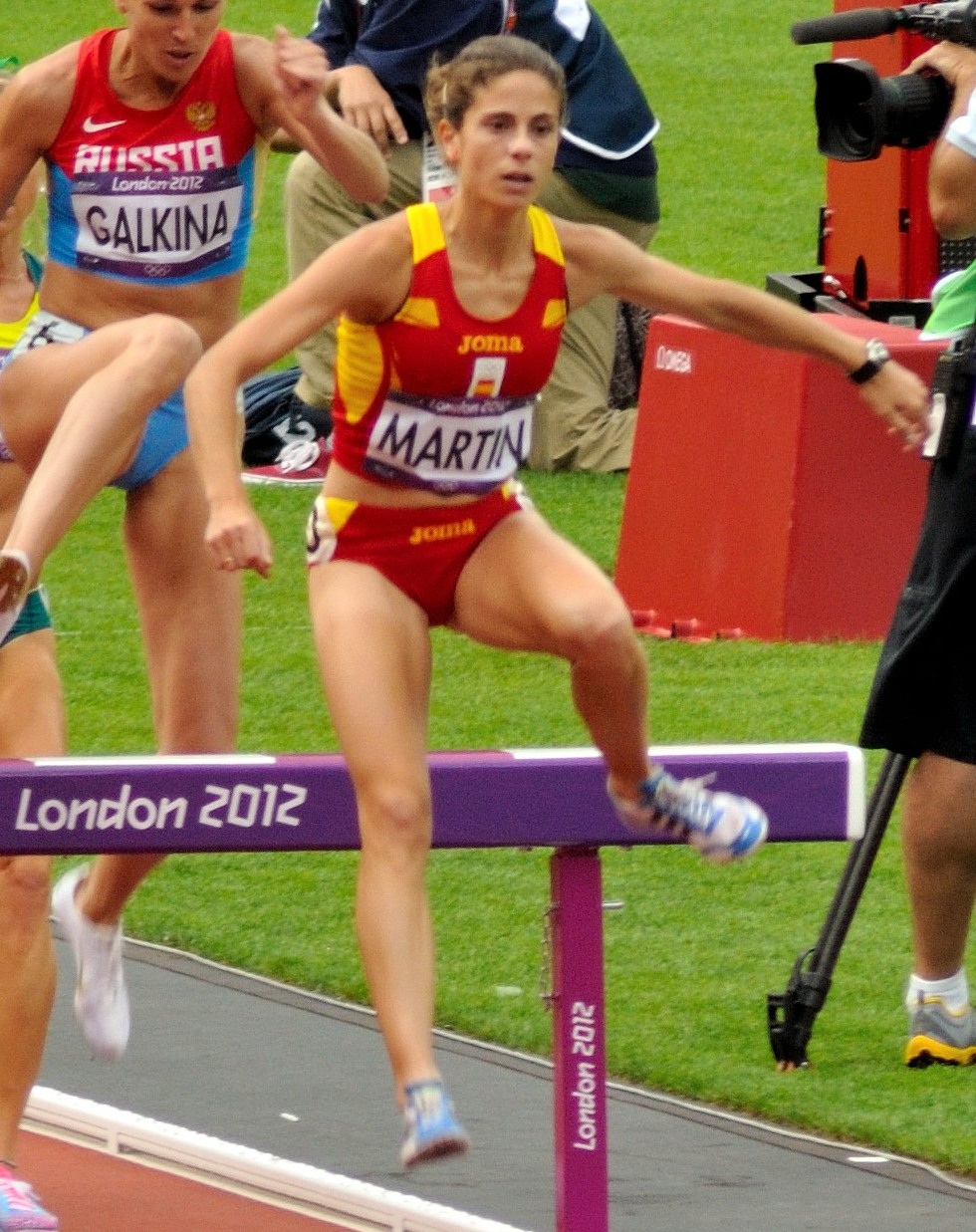
Diana Martín erreichte Platz sieben
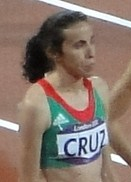
Clarisse Cruz kam auf den achten Platz
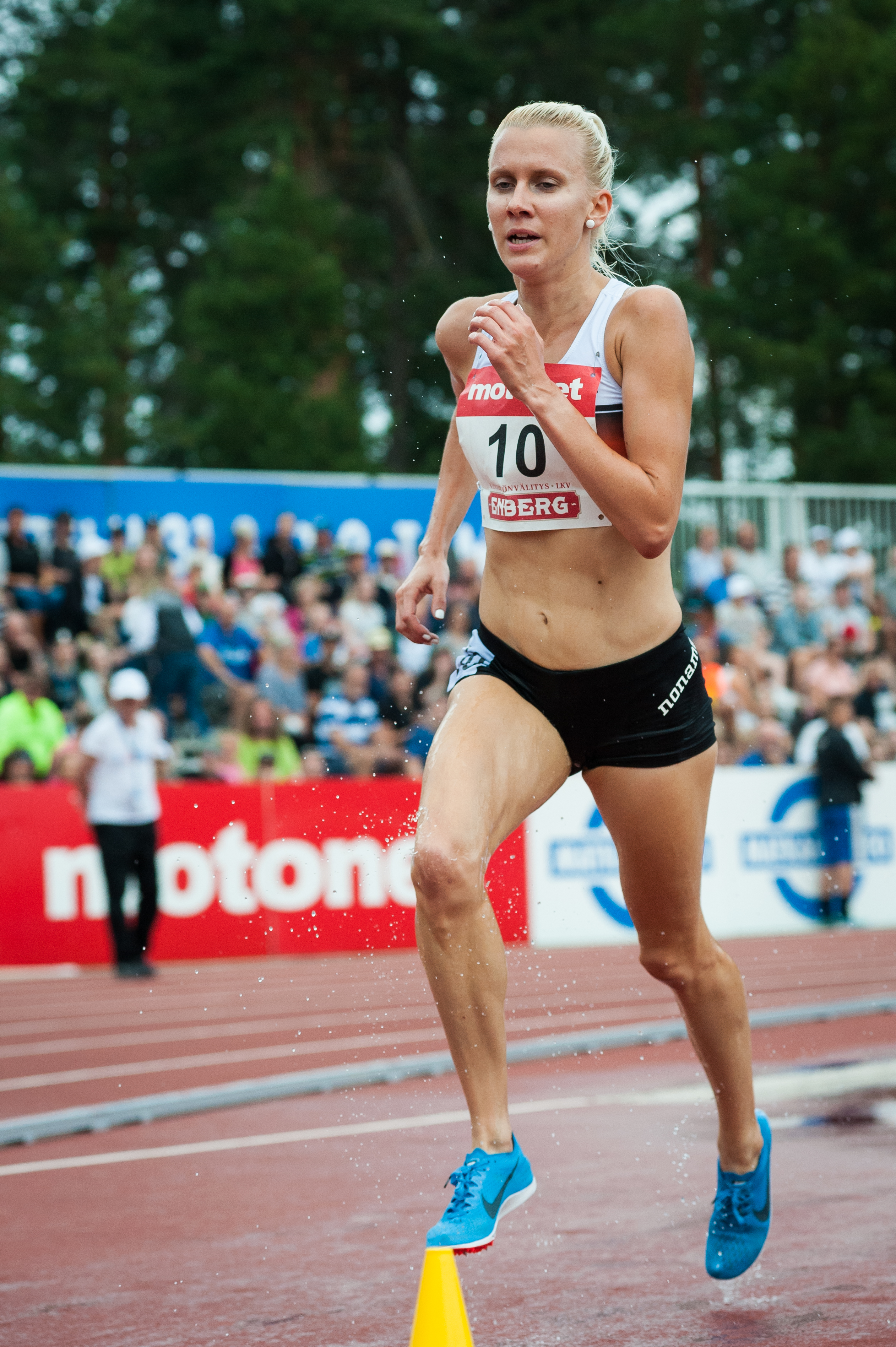
Die neuntplatzierte Sandra Eriksson

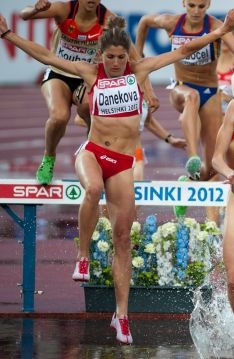
Silwija Danekowa erreichte Platz zehn
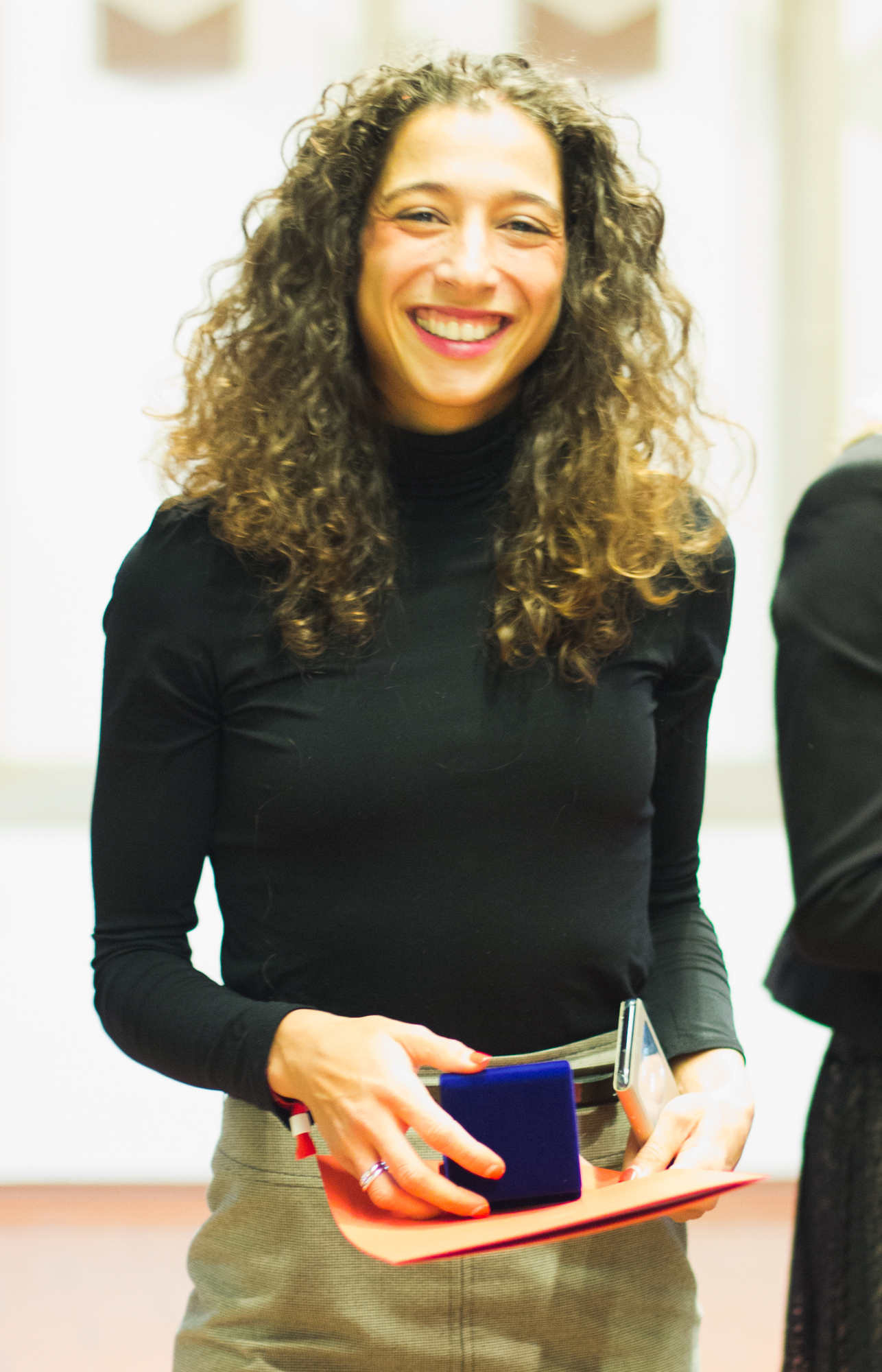
Sanaa Koubaa – Rang zwölf
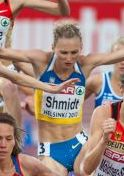
Switlana Schmidt – wegen Dopingbetrugs nachträglich disqualifiziert
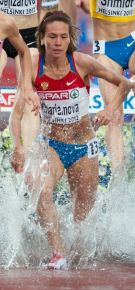
Ljubow Charlamowa wurde wegen Verstoßes gegen die Dopingbestimmungen nachträglich disqualifiziert

## Videolink
- 3000m Steeplechase Women Final European Athletics Championships Helsinki 2012 MIR-LA.com, youtube.com, abgerufen am 5. März 2023